# Иванченко, Иван Васильевич
Ива́н Васи́льевич Ива́нченко (20 марта 1934 — 3 февраля 2012) — шахтер, бригадир горнорабочих очистного забоя шахты «Новопавловская» (комбинат «Донбассантрацит»), Герой Социалистического Труда.

## Биография
Родился 20 марта 1934 года в селе Суходол Сумской области в крестьянской семье.
В 1951 году поступил на учебу в профтехучилище № 6 (ныне № 36) в г. Красный Луч. Служил в Советской Армии, после возвращения из неё — 1960 году поступил на шахту «Новопавловская». Вскоре стал бригадиром.
В ноябре 1962 года бригаде Иванченко было поручено внедрить очистной комбайн УКР-1 на шахте «Новопавловская» и горняки успешно справились с поставленной задачей. 31 марта 1965 года бригада Иванченко установила Всесоюзный рекорд по добыче угля с помощью комбайна УКР-1, добыв 54405 тонн угля.
В январе 1966 года за 30 рабочих дней комбайном УКР-1 бригада Иванченко добыла 74163 тонны антрацита. Всего за 1965—1967 годы бригада, которую возглавлял И. В. Иванченко, установила 5 всесоюзных рекордов.
После окончания горно-металлургического института И. В. Иванченко работал на различных инженерно-технических должностях.
Член КПСС с 1960 года, делегат XXIV съезда КП Украины. Неоднократно избирался депутатом городского Совета.

## Награды и звания
- За выдающиеся успехи в выполнении семилетнего плана Указом Президиума Верховного Совета СССР от 29 июня 1966 года И. В. Иванченко было присвоено звание Героя Социалистического Труда.
- Награждён двумя орденами Ленина (1966, 1971), знаком «Шахтёрская слава» всех трёх степеней, а также другими наградами.
- 9 мая 1965 года присвоено звание Почетного гражданина г. Красного Луча.[2]

## Память
- Художник Георгий Бугу создал из гипса бюст Героя.[2]